# Mike Teunissen
Mike Teunissen (Ysselsteyn, 25 de agosto de 1992) es un ciclista profesional neerlandés que desde 2025 corre para el equipo XDS Astana Team.
En la modalidad de ciclocrós su victoria más importante ha sido el campeonato mundial sub-23 conseguido en 2013. En la modalidad de ruta su victoria más destacada llegó en la primera etapa del Tour de Francia 2019 con la que además consiguió vestir el preciado maillot amarillo durante dos jornadas.

## Palmarés

### Ruta
2012
- Slag om Norg

2013
- Rabo Baronie Breda Classic

2014
- París-Roubaix sub-23
- Rabo Baronie Breda Classic
- París-Tours sub-23

2015
- 1 etapa del Tour de l'Ain

2019
- Cuatro Días de Dunkerque, más 2 etapas
- ZLM Tour
- 1 etapa del Tour de Francia

2023
- 1 etapa del Tour de Noruega
- 1 etapa del Renewi Tour

### Ciclocrós
2010-11
- 2.º en el Campeonato Mundial sub-23 de Ciclocrós

2011-12
- 2.º en el Campeonato Europeo sub-23 de Ciclocrós

2012-13
- Campeonato Europeo sub-23 de Ciclocrós
- Campeonato Mundial sub-23 de Ciclocrós

## Resultados en Grandes Vueltas y Campeonatos del Mundo
| Carrera         | Carrera         | 2013 | 2014 | 2015  | 2016 | 2017  | 2018  | 2019  | 2020 | 2021 | 2022 | 2023  | 2024 | 2025 |
| --------------- | --------------- | ---- | ---- | ----- | ---- | ----- | ----- | ----- | ---- | ---- | ---- | ----- | ---- | ---- |
|                 | Giro de Italia  | —    | —    | —     | —    | —     | —     | —     | —    | —    | —    | —     | —    | —    |
|                 | Tour de Francia | —    | —    | —     | —    | 129.º | —     | 101.º | —    | 76.º | —    | 103.º | 93.º | 80.º |
|                 | Vuelta a España | —    | —    | 104.º | —    | —     | 109.º | —     | —    | —    | 91.º | —     | —    | —    |
| Mundial en Ruta | Mundial en Ruta | —    | —    | —     | —    | —     | —     | 36.º  | —    | 22.º | —    | —     | —    | —    |

—: no participa

Ab.: abandono